# كرنكي وندرن (كورنوال)
كرنكي وندرن (بالإنجليزية: Carnkie, Wendron)‏ هي قرية تقع في المملكة المتحدة في كورنوال.